# Херцогство Магдебург
Херцогство Магдебург (на немски: Herzogtum Magdeburg) е територия на Свещената Римска империя, херцогство в Германия от 1680 до 1806 г. в Долносаксонския имперски окръг. Столица на херцогството до 1714 г. е Хале на Зале, след това Магдебург. Управлявано е от династията Хоенцолерн.

## История
До 1648 г. Диоцез Магдебург (Erzstift Magdeburg) е собственост на архиепископa на Магдебург, която се управлява от столицата Хале накрая от администратора Аугуст († 1680), херцог на Саксония-Вайсенфелс от Албертинските Ветини. След неговата смърт през 1680 г. с Вестфалския мирен договор след Тридесетгодишната война, територията става собственост на съседното Курфюрство Бранденбург и се секулизира с името Херцогство Магдебург. Херцог става курфюрст Фридрих Вилхелм († 1688) от Бранденбург. През 1694 г. в Хале първият пруски крал Фридрих I открива университет (Friedrichs-Universität).
През 1701 г. заедно с Курфюрство Бранденбург е присъединено към Кралство Прусия. Между 1734 и 1745 г. между Хавел и Елба се построява за улеснение на корабоплаването „канал Плауер“ (Plauer Kanal). През 1784 г. херцогството заедно с пруската част на Графство Мансфелд има площ от 104 квадрат-мили (около 5900 км²) и 249 593 жители (от които 90 836 в градовете), и 30 739 войници. През 1790 г. в Херцогство Магдебург (HM) има 36 градове и 6 окръга.
През 1807 г. Наполеон Бонапарт присъединява територията на херцогството западно от Елба към Кралство Вестфалия на брат му крал Жером Бонапарт, само малка част остава при Прусия. През 1815 г. чрез Виенския конгрес херцогството отива към Прусия, Провинция Саксония (1815 – 1944 и 1945) със столица Магдебург.